# Congrès d'Issy-les-Moulineaux
Ne doit pas être confondu avec le congrès d'Issy-les-Moulineaux de la SFIO tenu dans cette même ville en 1958.
Le congrès d'Issy-les-Moulineaux désigne le 57e congrès ordinaire du Parti socialiste - Section française de l'Internationale ouvrière, tenu dans la ville d'Issy-les-Moulineaux (Hauts-de-Seine) du 11 au 13 juillet 1969. Ce congrès marque la transformation de la Section française de l'Internationale ouvrière (SFIO, fondée en 1905) en Parti socialiste. Il complète le congrès d'Alfortville, qui s’était tenu le 4 mai 1969. Alain Savary est désigné premier secrétaire du parti nouvellement créé.

## Le Congrès
Dans un contexte marqué par la division de la gauche à l'élection présidentielle de 1969, où Gaston Defferre désigné lors d'un congrès d'Alfortville précipité par la démission du Général de Gaulle n'a obtenu que 5 % des voix, le Congrès d'Issy-les-Moulineaux doit terminer le processus enclenché en mai. Si une majorité de l'Union des groupes et clubs socialistes (UGCS), animé notamment par Jean Poperen exclu du PSU, ainsi quelques membres de la CIR tels André Labarrère et Michel Dreyfus-Schmidt, la Convention des institutions républicaines de François Mitterrand reste hors du NPS. Avec le soutien de l'ancien secrétaire de la SFIO Guy Mollet, Alain Savary est élu premier secrétaire avec une voix d'avance sur Pierre Mauroy. L'homme de confiance de Guy Mollet, Ernest Cazelle garde le contrôle de l'appareil. De nouveaux adhérents au NPS bousculent l'appareil de la vieille SFIO et le CERES prend le contrôle de la Fédération de Paris et y défend l'idée d'un programme commun de gouvernement auquel se refuse la direction du NPS qui s'en tient à un prudent « dialogue idéologique ». Le triomphe fait à François Mitterrand invité lors du Conseil national de juin 1970 à Épinay-sur-Seine annonce les bouleversements du Congrès d'Épinay en 1971.